# Sede titolare di Biccari
Biccari (in latino Biccarensis) è una sede titolare della Chiesa cattolica.

## Storia
In passato il territorio dell'antico borgo di Biccari era parte della diocesi di Troia; tra l'XI ed il XII secolo gli abitanti elessero un proprio vescovo, che però non venne riconosciuto dalla Chiesa di Roma.
Dal giugno 2004 Biccari è annoverata tra le sedi vescovili titolari della Chiesa cattolica; la sede è vacante dal 26 aprile 2025.

## Cronotassi dei vescovi titolari
- Michele Di Ruberto † (5 maggio 2007 - 26 aprile 2025 deceduto)